# Сюита на слова Микеланджело (Шостакович)
Сюита на слова Микеланджело — сюита для баса и фортепиано Д. Д. Шостаковича, соч. 145, на стихи Микеланджело Буонарроти. Одно из последних сочинений Шостаковича (1974). Распространено также в авторской оркестровке (соч. 145а). Премьера камерной версии состоялась 23 декабря 1974 года в Малом зале Ленинградской филармонии (солист Евгений Нестеренко). Премьера оркестровой версии прошла 31 января 1975 года в Большом зале Московской консерватории (тот же солист с оркестром под управлением Максима Шостаковича). Примерная продолжительность 40 минут.

## Краткая характеристика

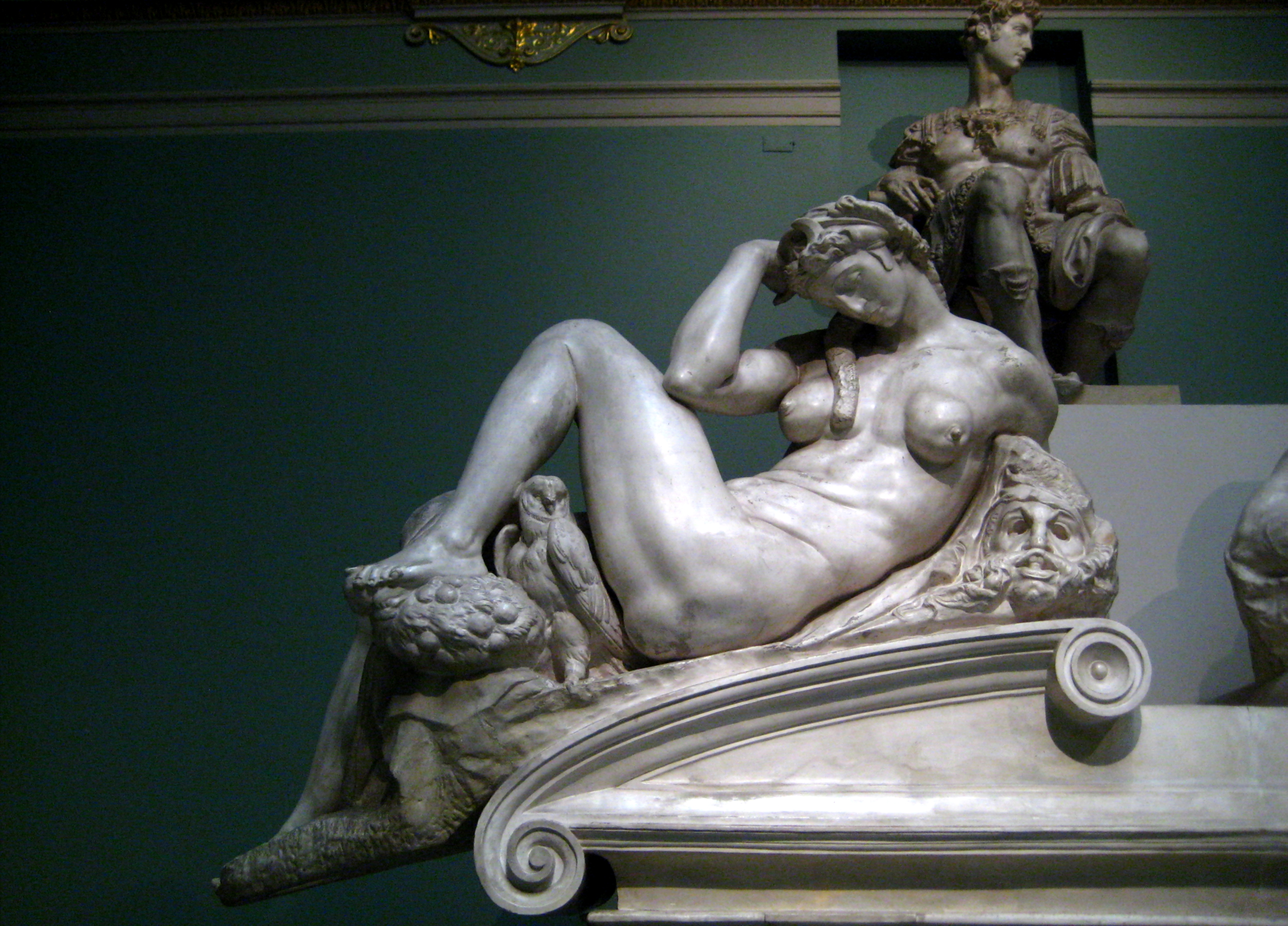
Ночь. Скульптура Микеланджело на могиле Джулиано Медичи (копия в Пушкинском музее)

Сюита состоит из одиннадцати частей:
1. Истина (Сонет № 3, папе Юлию II)[2]
2. Утро (Сонет № 20)[3]
3. Любовь (Сонет № 25)
4. Разлука (мадригал)
5. Гнев (Сонет № 4, папе Юлию II)
6. Данте (Сонет № 1)
7. Изгнаннику (Сонет № 2; подразумевается Данте)
8. Творчество (Сонет № 61; на смерть Виттории Колонны)
9. Ночь (Диалог Джованни Строцци и Скульптора)[4]
10. Смерть (Сонет № 69)
11. Бессмертие (эпитафия Чеккино Браччо Фьорентино)

Шостакович использовал стихи Микеланджело (преимущественно сонеты) не в оригинале, а в русском переводе Абрама Эфроса. Все заголовки песен принадлежат Шостаковичу. Хотя целое названо автором сюитой, в последовательности пьес просматривается определённый замысел (по крайней мере, в заключительных пьесах: Ночь — Смерть — Бессмертие), сближающий сюиту с вокальным циклом.
В вокальной партии пьесы «Ночь» (№ 9) используется фрагмент темы Г. И. Уствольской, из финала её Трио для скрипки, кларнета и фортепиано (1949); в той же пьесе цитируются три такта из Симфонии № 14 (часть «Смерть поэта») Шостаковича. В основе инструментального сопровождения пьесы «Бессмертие» (№ 11) лежит тема из юношеской оперы Шостаковича «Цыгане» (по А. С. Пушкину), наброски которой относятся к 1919-20 гг.

## Издания
- Полное собрание сочинений. Т. 33: Романсы и песни для голоса с фортепиано. М.: Музыка, 1984, с. 143—186 (камерная версия)
- Полное собрание сочинений. Т. 31: Романсы и песни для голоса с оркестром. М.: Музыка, 1982, с. 211—285 (оркестровая версия)
- New Collected Works (издательство DSCH). Vol. 96 (камерная версия; на декабрь 2020 том не издан[7])
- New Collected Works (издательство DSCH). Vol. 90 (оркестровая версия)

## Избранная дискография
- 1975 Евгений Нестеренко / Евгений Шендерович (LP)
- 1976 Евгений Нестеренко / БСО ВР / Максим Шостакович (LP)
- 1977 Джон Ширли-Квирк / Владимир Ашкенази (Decca)
- 1991 Дитрих Фишер-Дискау / Симфонический оркестр Западноберлинского радио / Владимир Ашкенази
- 1994 Сергей Лейферкус / Гётеборгский симфонический оркестр / Неэме Ярви (Decca)
- 1998 Анатолий Кочерга / Симфонический оркестр Западногерманского радио / Михаил Юровский
- 2005 Роберт Холл / Orchestre national des Pays de Loire / Исаак Карабчевский
- 2007 Дмитрий Хворостовский / Национальный филармонический оркестр России / Владимир Спиваков